# ファブリカ (ヴェサリウス)

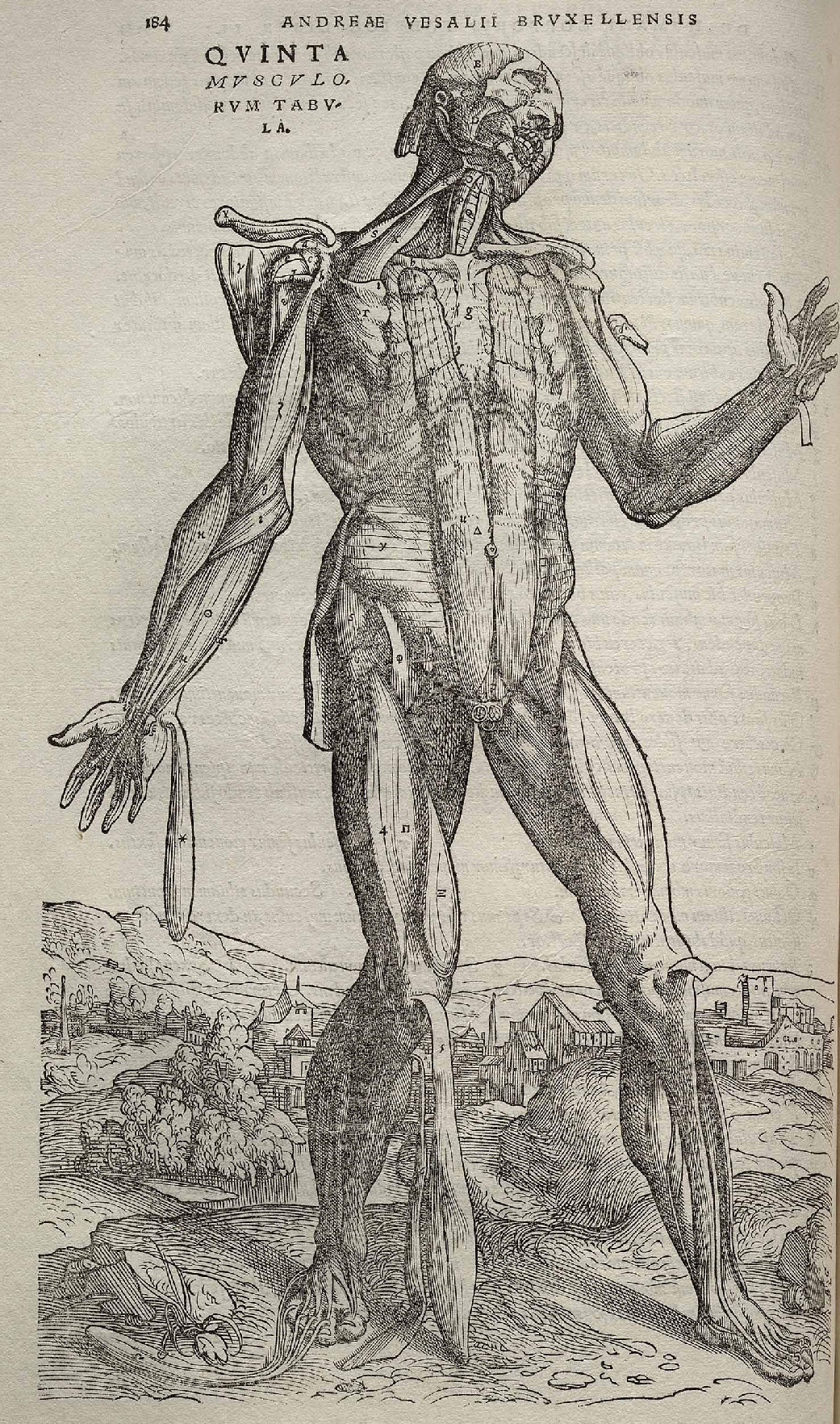
『ファブリカ』は、寓意的なポーズをとった人間の解剖を非常に詳細に描いた挿絵で知られる。

『ファブリカ』は、アンドレアス・ヴェサリウスにより書かれた人体解剖に関する著書である。1543年に出版された。この著書は解剖学の歴史において、長らく支配的であったガレノスの業績を破り、解剖学に大きな進歩をもたらした著書である。
原題はラテン語でDe Humani Corporis Fabrica Libri Septemといい、「7冊の本において人体の構造について」という意味である。
この著書はヴェサリウスのパドヴァ大学での講義に基づいており、その講義においてヴェサリウスは一般的な慣例からはずれ、議論している内容を説明するために死体を解剖した。それ以前の解剖は、医師の指導の下、理髪外科医により行われており、医師は実際に解剖することは期待されていなかった。このヴェサリウスのマスターピースは、臓器を注意深く調査し、人体の完全な構造を提示するものである。これは、ルネサンスの間になされた、文字通りの視覚的表現における芸術的発展や洗練された木版画による印刷技術の発展などがなければ不可能であったと考えられる。これらの発展とヴェサリウスの注意深く即時的な関与により、以前作られたものよりも優れた挿絵を制作することができた。

## 構成
判の大きさはフォリオ判と呼ばれるもので、縦42センチ、横30センチである。全てのページ数は、前付けが12ページ、本文659ページ、索引などの後付けが38ページの計709ページである。
この著作は7巻に分かれている。第1巻から第4巻までは系統解剖学的であるのに対し、第5巻から第7巻は局所解剖学的である。

### 第1巻: 骨と軟骨
第1巻は全体の約4分の1を占める。ヴェサリウスが墓地から収集した人の骨と軟骨に関する観察を示し、人骨の物理的な外観と機能による人骨と軟骨の区別について説明している。ヴェサリウスは各章で骨を詳細に説明し、その物理的性質をさまざまな方法で説明している。冒頭の章においてヴェサリウスは、「骨と骨格組織の一般的な側面を示し、骨と軟骨の質感、強度、弾性の違いを扱い、関節の種別による複雑な違いを説明し、説明技術と用語のいくつかの基本要素を検討している。」本書の大きなテーマはガレノスが人間の骨格の骨を正確に記述したかどうかである。ヴェサリウスは人間の骨格について講義したとき、動物の骨も示し、ガレノスの観察に信頼性を与えた。

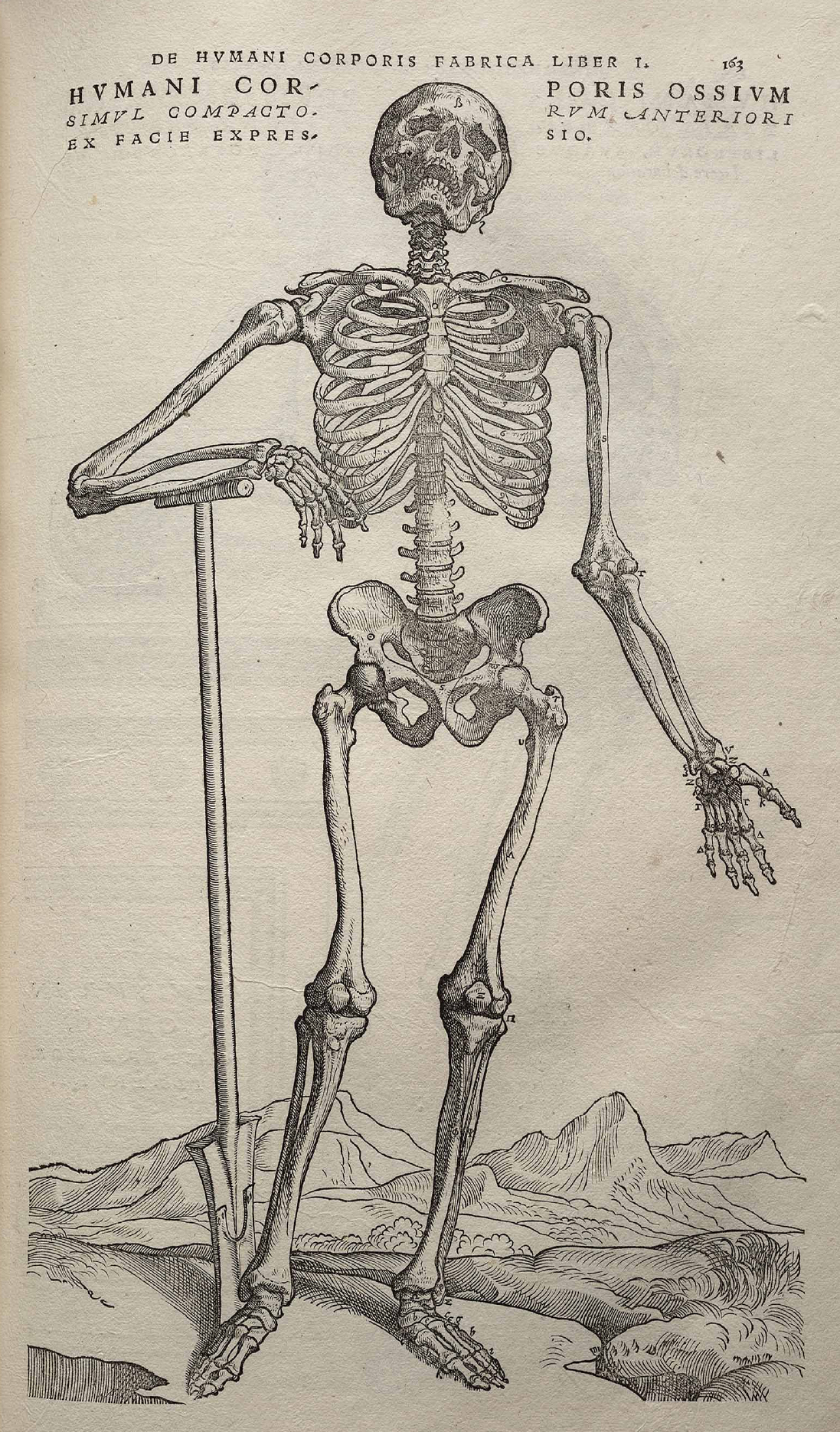
『ファブリカ』の挿絵（163ページ）

### 第2巻: 靭帯と筋肉
この巻でヴェサリウスは、筋肉の構造、人体の動きを生み出すために使用されるもの、関節を保持するために使用される物質について説明している。肉屋が肉を切る様子を観察することで、人体の解剖に使用する技術を取り入れた。人体の各筋肉を効率的に観察するために解剖する順序が示されている。各挿絵には、人体を解剖しながら追跡できる、人体についてのより深い視点が示されている。解剖に必要な器具についても言及している。この巻でガレノスの解剖学的記述がいかに自身の観察と一致しないかの説明を始めている。ガレノスに敬意を示すために、ガレノスの解剖学的構造の使用は実際には正しいが、人間にとっては正しくないことを示唆している。いくつかの構造の記述については、ガレノスがしたのと同じ方法で行っている。

### 第3巻: 静脈と動脈 第4巻: 神経
第3巻と第4巻では、静脈、動脈、神経を血管として説明しているが、それらの物理的構造の違いに注目している。静脈と動脈には中空の通り道があるが神経にはない。ヴェサリウスは、空気が肺と心臓を通る経路を説明している。ヴェサリウスは、この過程を「幹が枝や小枝に分かれる木」と表現している。また、4本の静脈（門脈、大静脈、動脈のような静脈（今日では肺静脈として理解されている）、臍帯静脈）と2本の動脈（大動脈、静脈のような動脈（今日では肺動脈として理解されている））がどのように人体に含まれ、主要な血管としてより小さな静脈と動脈に分岐していることについても説明している。ヴェサリウスは、動脈、静脈、神経の表に約600本の血管を列挙しているが、手足にある小さな血管、皮神経の末端の血管、肺や肝臓の血管については言及していない。

### 第5巻: 栄養と生成の器官
ヴェサリウスは、栄養器官、泌尿器系、男性と女性の生殖器系について詳しく説明している。消化器系と生殖器系がそれぞれ本書の約40%を占め、腎臓系の説明と腎臓系を解剖するための正しい技術が残りを占める。最後の章は、全巻の中で最も長い章であり、腹骨盤の器官の解剖方法を段階的に詳細に説明している。本書の前半では腹膜、食道、胃、大網、腸、腸間膜について説明し、その後、肝臓、胆嚢、脾臓について説明し、最後に腎臓、膀胱、尿管について説明している。ヴェサリウスは、妊娠の解剖には精通していなかったため、1543年版では帯状胎盤と胎膜の挿絵を間違えている。これは、人間の女性の生殖器ではなく犬の生殖器を使用したガレノスの医学に基づいたためである。この挿絵は1555年版で修正されている。新しい挿絵には円盤状の胎盤と胎膜が描かれている。

### 第6巻: 心臓と関連する器官 第7巻: 脳

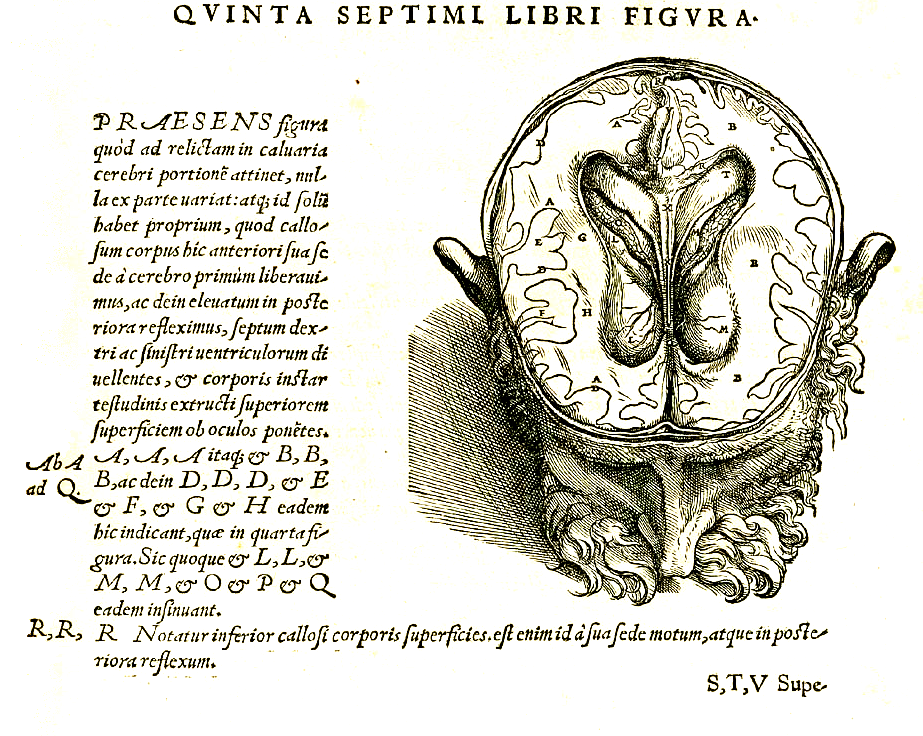
plate 609の挿絵（コントラストをつけたもの）

これらの巻では、心臓と呼吸の器官、脳とそれを覆うもの、目、感覚器官、手足の神経の構造と機能について説明している。目の解剖にも1つの章が使われている。ヴェサリウスは、「胸壁への胸膜の付着の強さの変化、横隔膜への心膜の強い付着、心臓の心室の形状と方向、半月弁の説明」について記し、人体の器官を詳細に説明している。また、第6巻と第7巻の最後にそれぞれ、心臓と脳を解剖する正しい方法についての章を設けている。

## ガレノスの誤り
ガレノスはローマ帝国における著名なギリシャの医師、哲学者であり、とりわけ解剖学に関する著作を残していたが、ヴェサリウスの時代までほとんど検証されなかった。『ファブリカ』は、大血管が肝臓に由来するという考えなどの、ガレノスの最悪の誤りのいくつかを修正した。他に修正された誤りには、人間の下顎骨が2つの部分に分かれている（実際には1つである）、男性は女性より肋骨が少ないという考えがある。このことに反証すると聖書のアダムとイブの聖書の理解に矛盾するため、教会におけるヴェサリウスの人気が低下した。ヴェサリウスは、人間の死体を調べているときに、ガレノスが動物（犬や猿）の死体を使用したためガレノスの観察が自らの観察と矛盾していることを発見した。全体として、ヴェサリウスは人間の死体を使用したことにより、ガレノスの約300個の誤りを修正することができた。
これらのことは修正できたが、ヴェサリウスはガレノスの誤りの一部（動脈とは異なる種類の血液が静脈を流れる、神経が液体を運ぶなど）に固執した。ヨーロッパでこのガレノスの誤りが修正されるのは、ウイリアム・ハーベーが血液循環説を唱えた1628年やルイージ・ガルヴァーニが神経は電気的な興奮を伝えることを報告した1791年以降である。

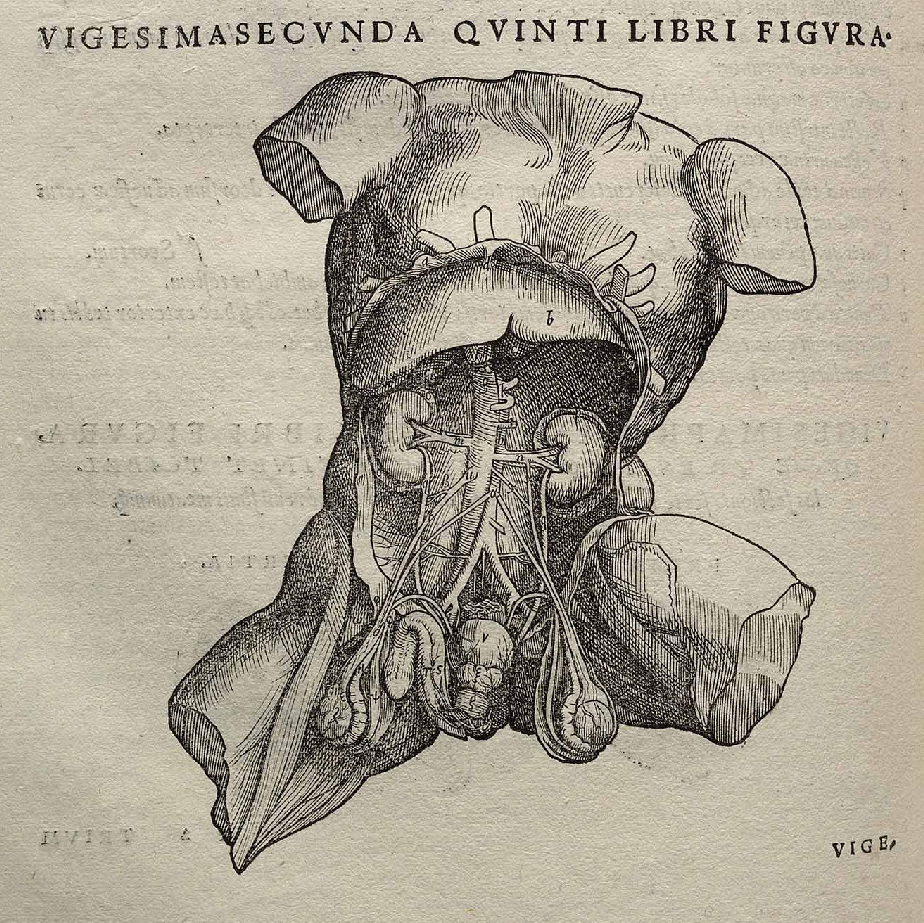
『ファブリカ』の挿絵（372ページ）

## 出版

### 1543年版
ヴェサリウスは28歳の時にこの著書を出版し、その質を保証するために多大な労力を費やし、神聖ローマ皇帝カール5世に献呈した。250枚以上の挿絵は芸術的に優れており、これらの挿絵はヴェサリウスの初期の著作に挿絵を提供したJohannes Stephanus of Calcarではなく、「ティツィアーノのスタジオ」によるものであると、一般的には現代の学者により考えられている。この木版画は、解剖学の教授自身が作成したものではなかった当時の解剖学アトラスの挿絵よりもはるかに優れていた。ヴェサリウスはこの著書が当時の一流印刷業者の1人であるJohannes Oporinusにより主版されることを希望したため、木版画はスイスのバーゼルに輸送された。ヴェサリウスが書いたOporinusへの指示(the iter)は非常に価値があったため、印刷業者はそれを著書に含めることにした。挿絵は木版画に彫られているため、非常に細かい描写が可能である。

### 1555年版
第2版は1555年に出版された。トロント大学のThomas Fisher Rare Book Libraryに寄贈された版の複写にある注釈はヴェサリウス自身のものであると特定されており、彼が第3版を構想していたことを示しているが、実現しなかった。

## 受容
『ファブリカ』の成功により、この著作の多額の費用が回収され、ヴェサリウスにヨーロッパにおける名声が（部分的には安価な不正の複写を通じて）もたらされた。彼は神聖ローマ皇帝カール5世の医師に任命された。ヴェサリウスは、カール5世に第1版の複写（インペリアルパープルの絹で装丁され、他の複写には見られない特別な手描きの挿絵が描かれている）を献呈した。『ファブリカ』に付随して、要約版である『エピトメー』を出版した。1543年の出版時の価格は10 batzenであった。結果として、『エピトメー』は『ファブリカ』よりも広く読まれた。
『エピトメー』は、『ファブリカ』から流用した挿絵や独自の挿絵を含む。カール5世の息子であるフェリペ2世への献呈の形をとっている。

## 遺体
16世紀の間、人体の解剖は教会により厳しく禁止されていた。そのため、この反対に対抗するために、ヴェサリウスは処刑された犯罪者の遺体を密かに集める必要があったが、本書でこの過程について説明している。犯罪者の死体を盗むこの過程は、解剖学者や芸術家が人体を研究するための重要な方法であった。例えば、1828年のバークとヘア連続殺人事件では、解剖のために遺体が解剖学者に引き渡されたが、特に金銭的利益を目的として殺害されていた。

## 現存する複写
1543年版と1555年版は700部以上が現存している。これらのうち、2018年までにロンドンに29部、パリに20部、ボストンに14部、ニューヨークに13部、ケンブリッジ（イングランド）に12部、オックスフォードとローマに11部ある。ブラウン大学のJohn Hay Libraryには、なめされた人間の皮膚で装丁されたものが所蔵されている。
弘前大学医学部の松木明知による1995年の調査によると、日本には初版である1543年版が7冊現存している。

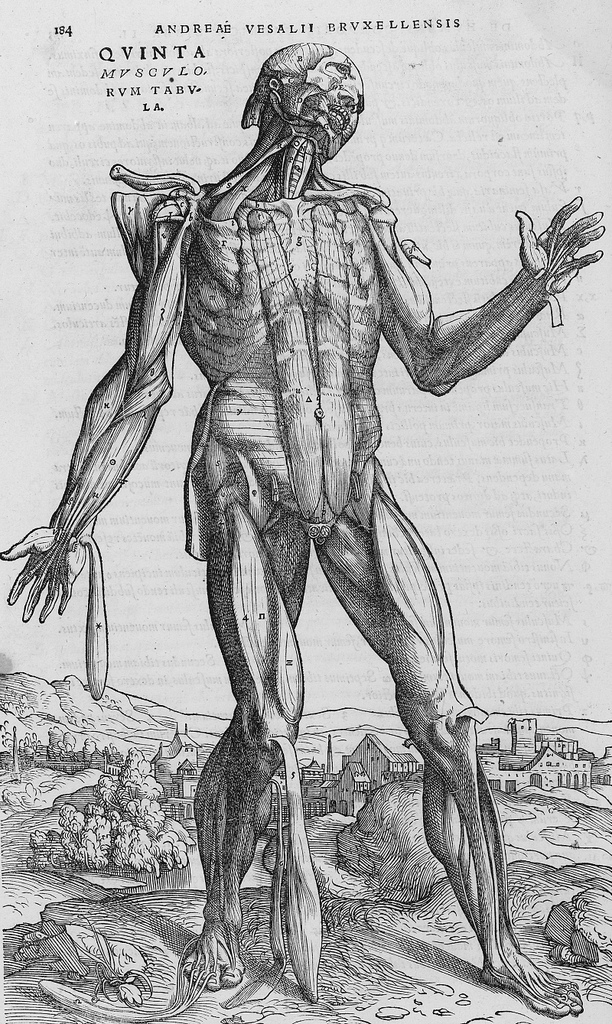
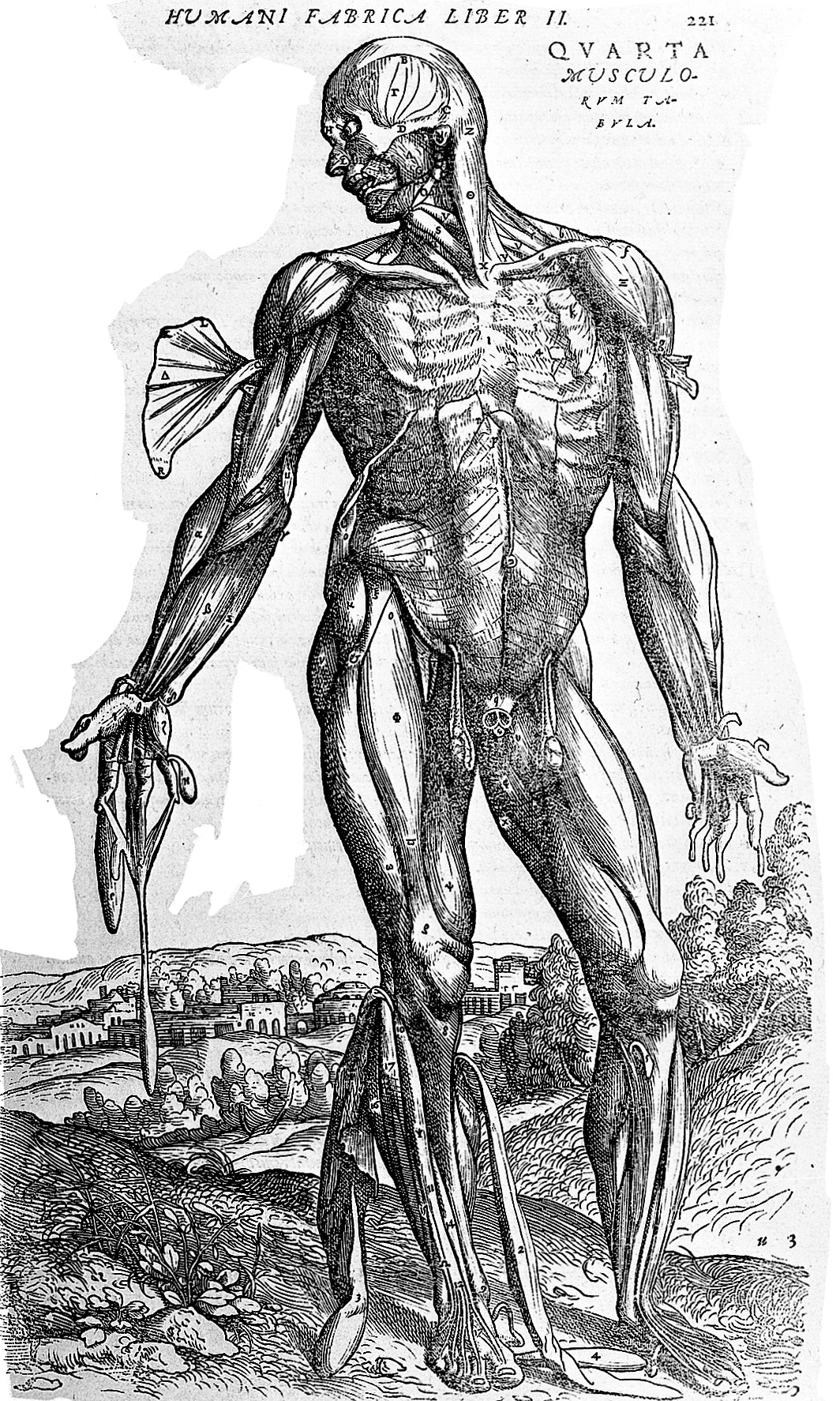
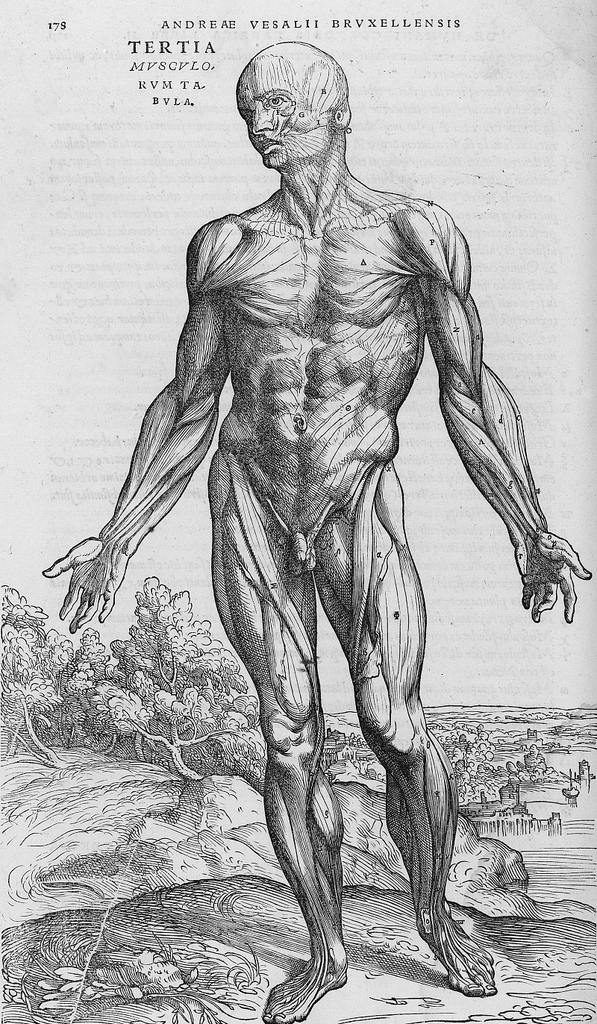
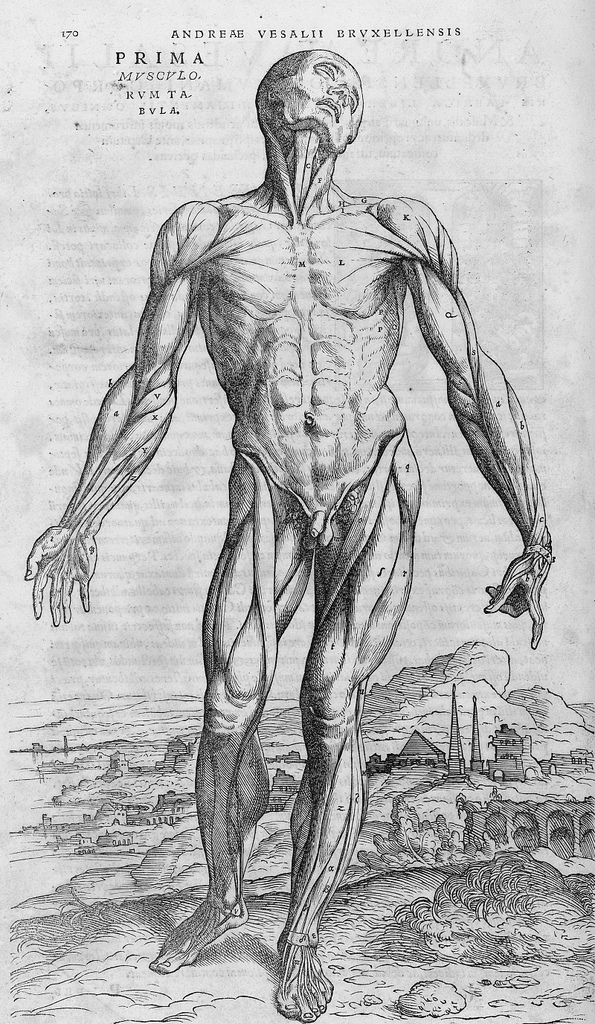
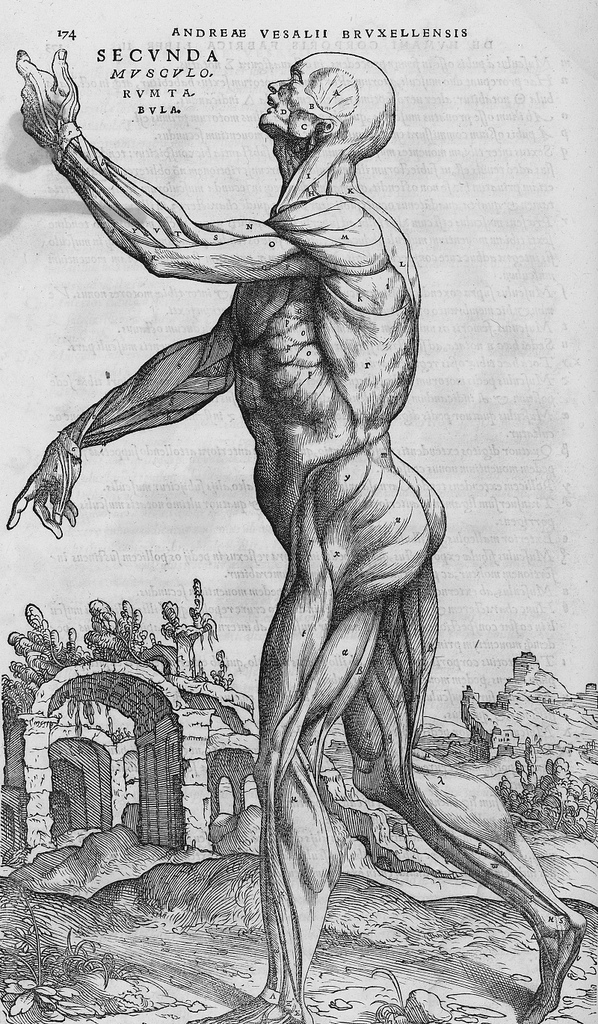

一部の画像は、テキスト内では数ページに分かれているが、並べて配置すると背景に連続した風景パノラマができる。アメリカの脳神経外科医ハーヴェイ・クッシングは、この背景に描かれている場所を探し、パドヴァ近郊のアーバノ・テルメであると断定した。

## 文献情報
- O'Malley, C.D. Andreas Vesalius of Brussels, 1514-1564. Berkeley: University of California Press, 1964.
- Vesalius, Andreas. De humani corporis fabrica libri septem [Title page: Andreae Vesalii Bruxellensis, scholae medicorum Patauinae professoris De humani corporis fabrica libri septem]. Basileae [Basel]: Ex officina Joannis Oporini, 1543.

### 翻訳
- Vesalius, Andreas. On the Fabric of the Human Body, translated by W. F. Richardson and J. B. Carman. 5 vols. San Francisco and Novato: Norman Publishing, 1998-2009.
- Vesalius, Andreas. The Fabric of the Human Body. An Annotated Translation of the 1543 and 1555 Editions, edited by D.H. Garrison and M.H. Hast, Northwestern University, 2003.
- Vesalius, Andreas. La Fabrique du corps humain (1543), livre I dans La fabrique de Vésale et autres textes. First translation in French by J. Vons et S. Velut, Paris, BIU Santé, 2014.